# Heldeep Records
Heldeep Records est un label discographique de musique électronique fondé par le disc jockey néerlandais Oliver Heldens en 2015.
Celui-ci est l'un des 27 sous-labels de Spinnin' Records.

## Historique
Oliver Heldens décide de créer son label en 2015, ce qu'il considère comme « un vrai accomplissement ». Le terme est inspiré du nom de sa propre émission de radio, Heldeep Radio, diffusée principalement en podcast sur divers réseaux. Outre ses réalisations, Oliver Heldens souhaite promouvoir également sur ce label de jeunes talents de son domaine musical : « mon label a pour vocation d'être une plateforme pour eux, même si je vais continuer à sortir mes propres tracks ».
Un premier titre de Hi-Lo, Crank it Up, puis un second, Renegade Mastah, sortent sur ce label. Jusque-là, le jeune producteur et disc-jockey hollandais n'a pas encore révélé qu'il se cachait sous ce pseudo, ce qu'il fait peu après,.
Tommie Sunshine, Mr. Belt & Wezol, Vato Gonzalez, Bart B More, Throttle, Jonas Aden ou encore duo Chocolate Puma y ont déjà signé. L'année suivant la création du label, Oliver Heldens sort sur celui-ci le titre The Right Song (en), une collaboration avec Tiësto et Natalie La Rose.